# Lisiniec
Lisiniec, dawniej Lisieniec – dzielnica Częstochowy położona w zachodniej części miasta, przy Drodze Wojewódzkiej 494 (Częstochowa-Bierdzany). Graniczy z dzielnicami Gnaszyn-Kawodrza, Podjasnogórska, Częstochówka-Parkitka i Grabówka. W skład dzielnicy wchodzą także osiedla Wielki Bór i Liszka Górna. Dominuje zabudowa jednorodzinna.
Dawniej wieś należąca do paulinów. W czasach panowania pruskiego wieś została przejęta na własność rządową. W 1813 roku wojska rosyjskie spustoszyły wieś. Według skargi włościan zasiewy (zostały) zupełnie zajeżdżone, wytratowane, ziemniaki wszystkie wytargane, ptactwo wybite, łąki wypasione, mieszkańcy pobici i rozpędzeni.
Przy ul. Lubuskiej zachował się budynek mieszkalny z XVIII wieku – pozostałość dawnego folwarku paulińskiego. W 1796 roku folwark został odebrany Paulinom przez Prusaków. Po 1864 roku był folwarkiem donacyjnym, przynoszącym korzyści rosyjskim wojskowym. 12 października 1867 roku donację folwarku otrzymał generał Rafał Liprandi, syn znanego generała Pawła Piotrowicza Liprandiego. W 1889 roku folwark liczył 20 włok.
Przy ul. Lwowskiej znajdują się resztki browarku. W dzielnicy zlokalizowany jest Park Lisiniec.
W granicach dzielnicy znajdują się 3 cmentarze: Cmentarz św. Rocha (1641), Cmentarz parafialny (1951), Cmentarz Komunalny (2003).
Na terenie dzielnicy znajduje się parafia św. Piotra i Pawła.
19 czerwca 2012 roku w Szkole Podstawowej nr 13 powstało pierwsze w Częstochowie stowarzyszenie mieszkańców „Nasz Lisiniec”.
Dzielnica jest skomunikowana z centrum miasta dziennymi liniami autobusowymi 12, 27 i 32, natomiast po ulicach stanowiących granicę z dzielnicami Grabówka i Podjasnogórska kursują dzienne linie autobusowe 12, 19, 26, 27, 29 i 31.
Lisiniec został przyłączony do Częstochowy 1 kwietnia 1928 roku. W 1952 roku włączono Liszkę Górną, a w 1977 roku Wieki Bór.